# 格多河
格多河（藏語：དགོ་སྡེའུ་ཆུ་།）也作多格曲，位于中国西藏自治区林芝市察隅县境内的一条河流，是察隅河右岸支流。发源于卡能东北部，蜿蜒向西南流，经古里，于哈尤良东南汇入察隅河。河长38千米，流域面积482平方千米，落差2500米。格多河流经中华人民共和国与印度领土争议的藏南地区，是中华人民共和国民政部第三批增补藏南地区公开使用地名中的一个。 格多河实际流经阿鲁纳恰尔邦安娇县西部地区。